# Rynek Dolny w Görlitz
Rynek Dolny w Görlitz (niem. Untermarkt) – plac na Starym Mieście w Görlitz, centralny punkt historycznego miasta.
Pierwsza znana nazwa obecnego placu to „Rynek”, pojawiła się ona w 1305 roku, zaś z 1403 roku znana jest nazwa „Rynek Dolny”. Plac był również nazywany „Starym Rynkiem”, „Targiem Rybnym” i „Targiem Śledziowym”. Mieszkańcy okolicznych wsi ustawiali swe stoiska w północnej części placu, a rzemieślnicy w południowej. Po 1864 roku cotygodniowy targ przeniósł się na Elisabethstraße.
W centrum placu znajduje się blok śródrynkowy z istniejącym niegdyś na osi wschód-zachód przejściem. Zabudowę pierzei rozpoczęto ok. 1350 roku, a ratusz po raz pierwszy wspomniano w 1369 roku. Obecnie większość kamienic pochodzi z okresu renesansu i baroku.
Do ważniejszych zabytków przy rynku należy Stary i Nowy Ratusz, Waga Miejska, Schönhof i Rathausapotheke a także położona przy Starym Ratuszu Fontanna Neptuna.

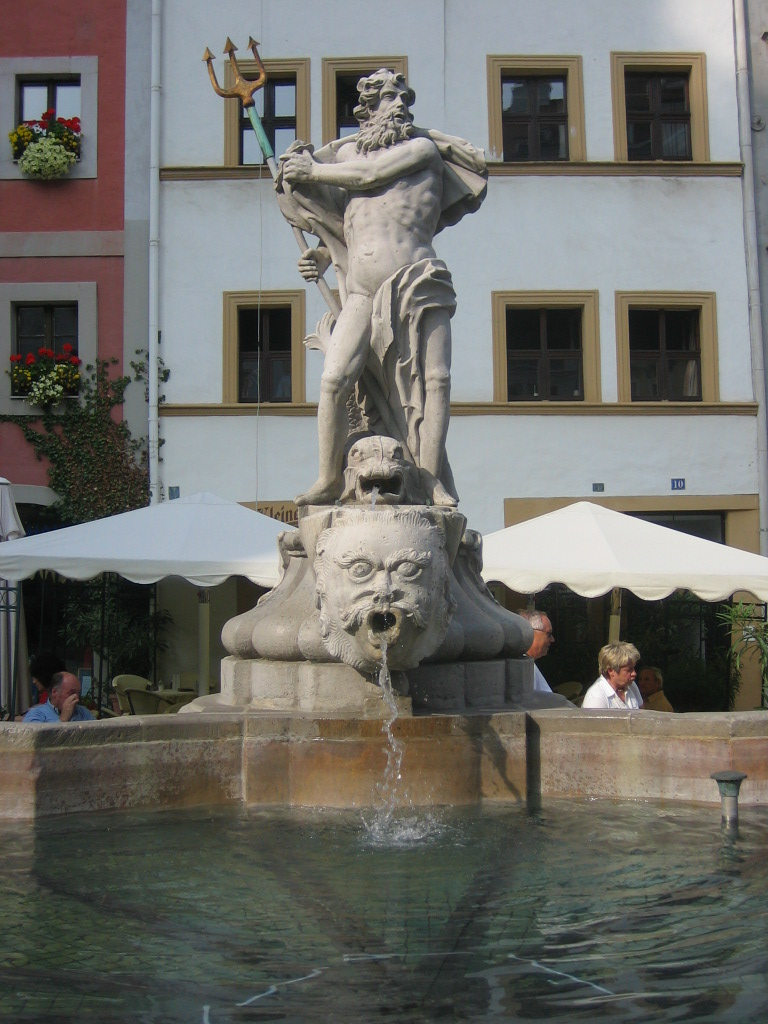
Fontanna Neptuna
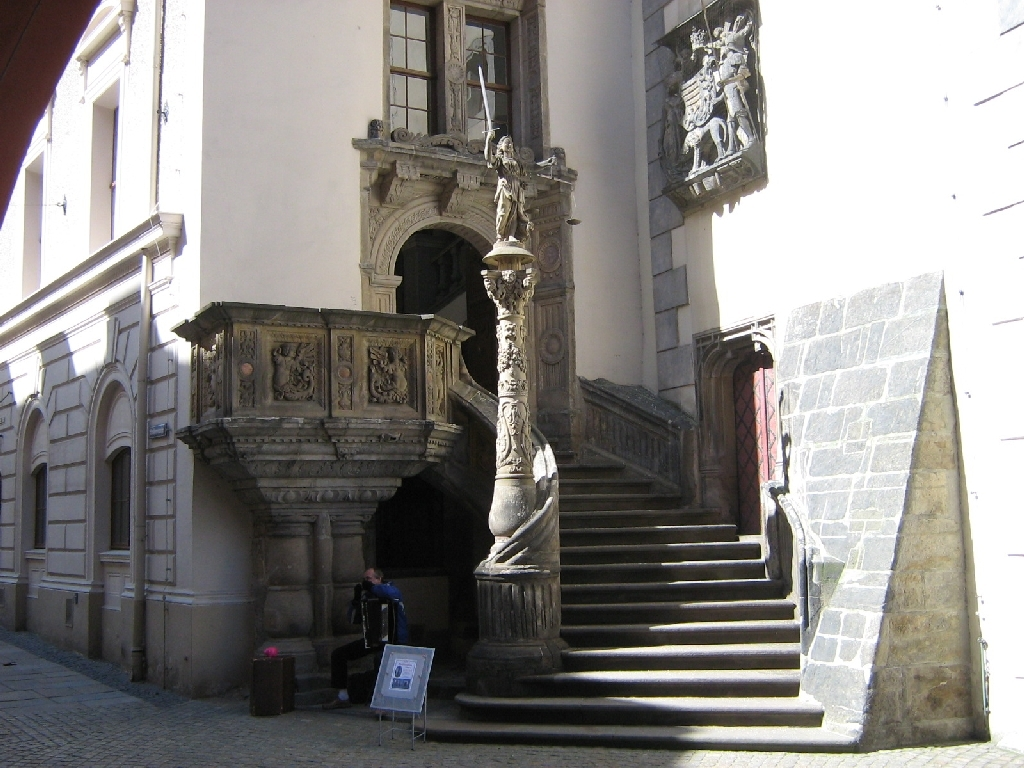
Renesansowe schody do Starego Ratusza
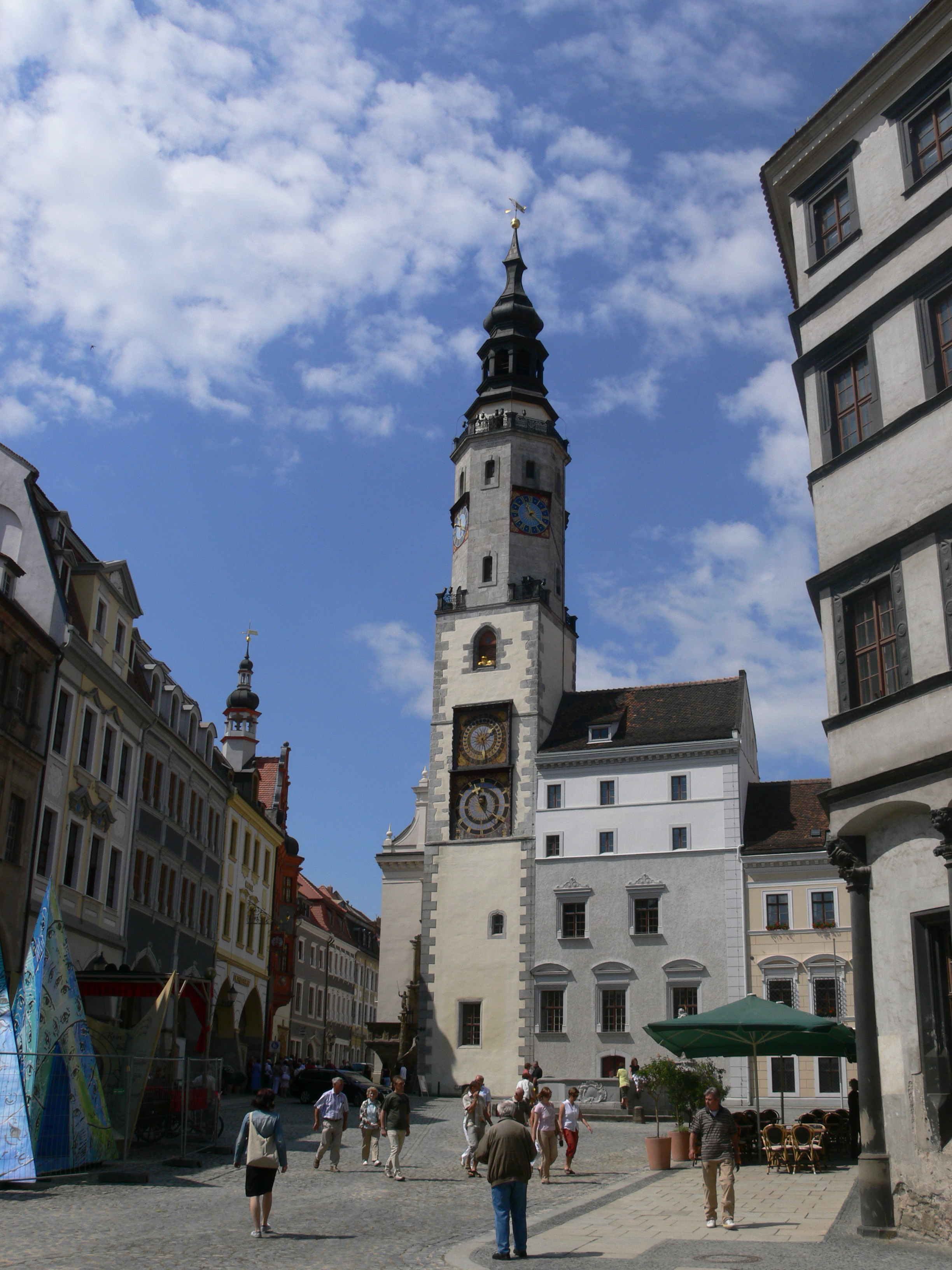
Stary Ratusz
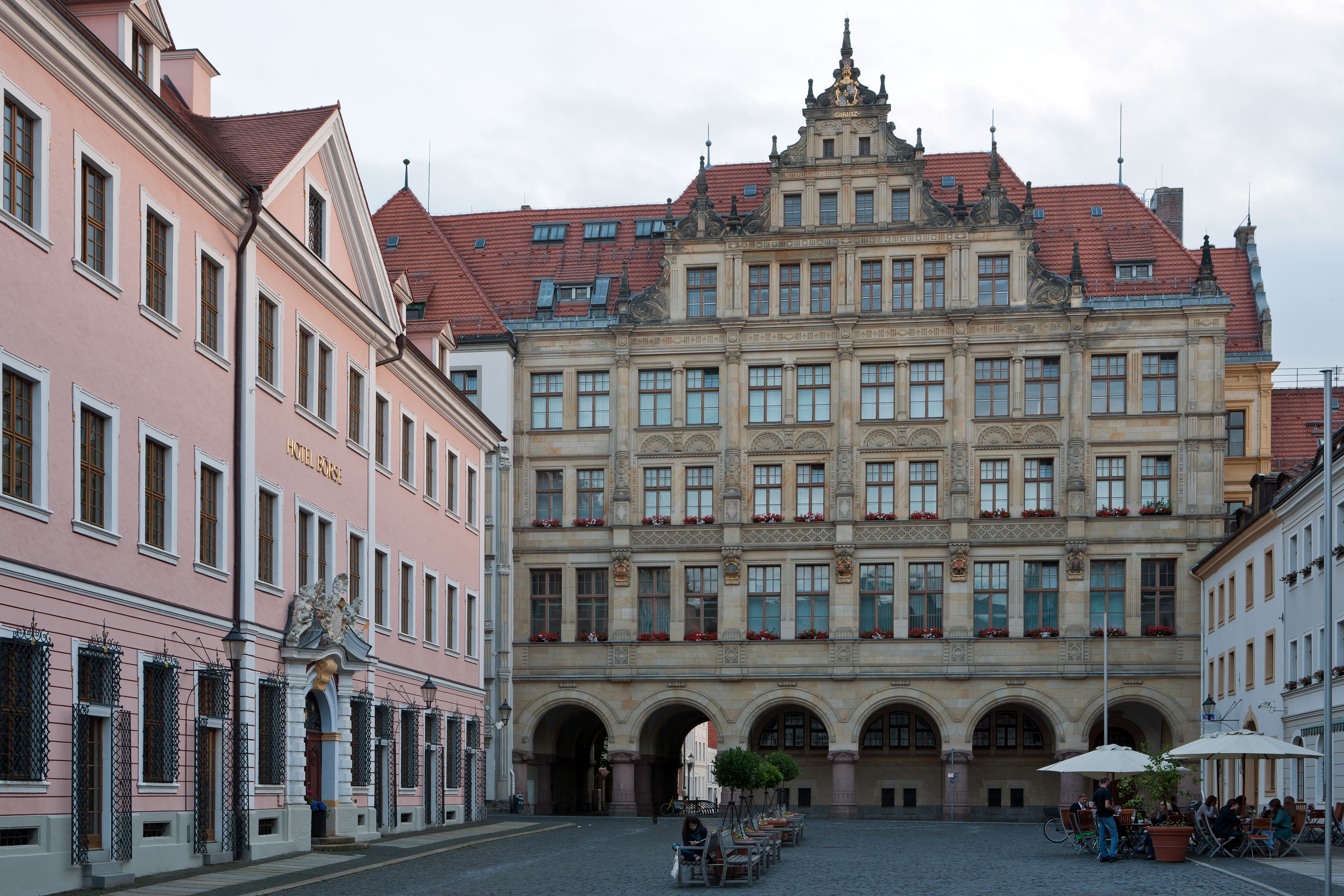
Nowy Ratusz
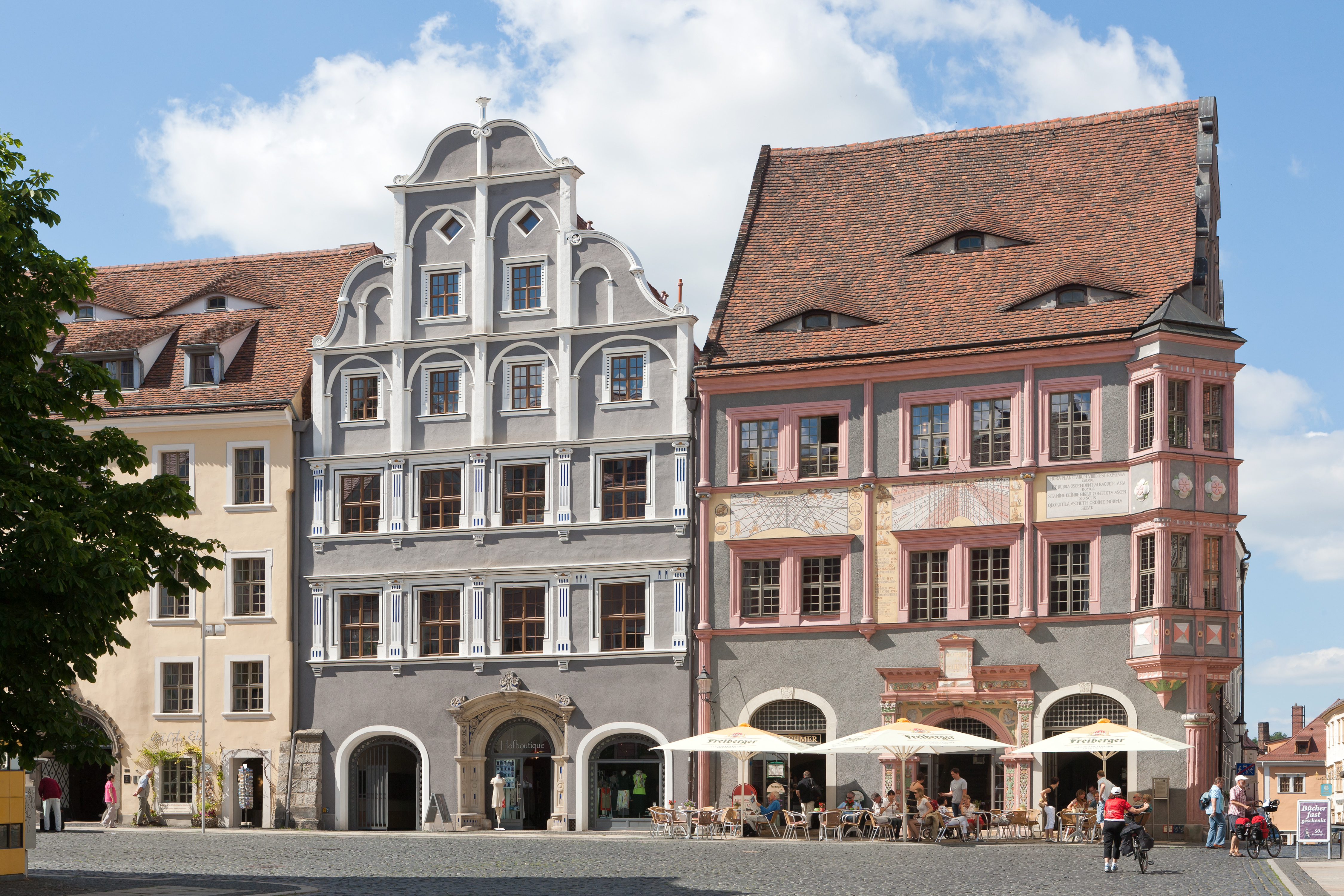
Rathausapotheke
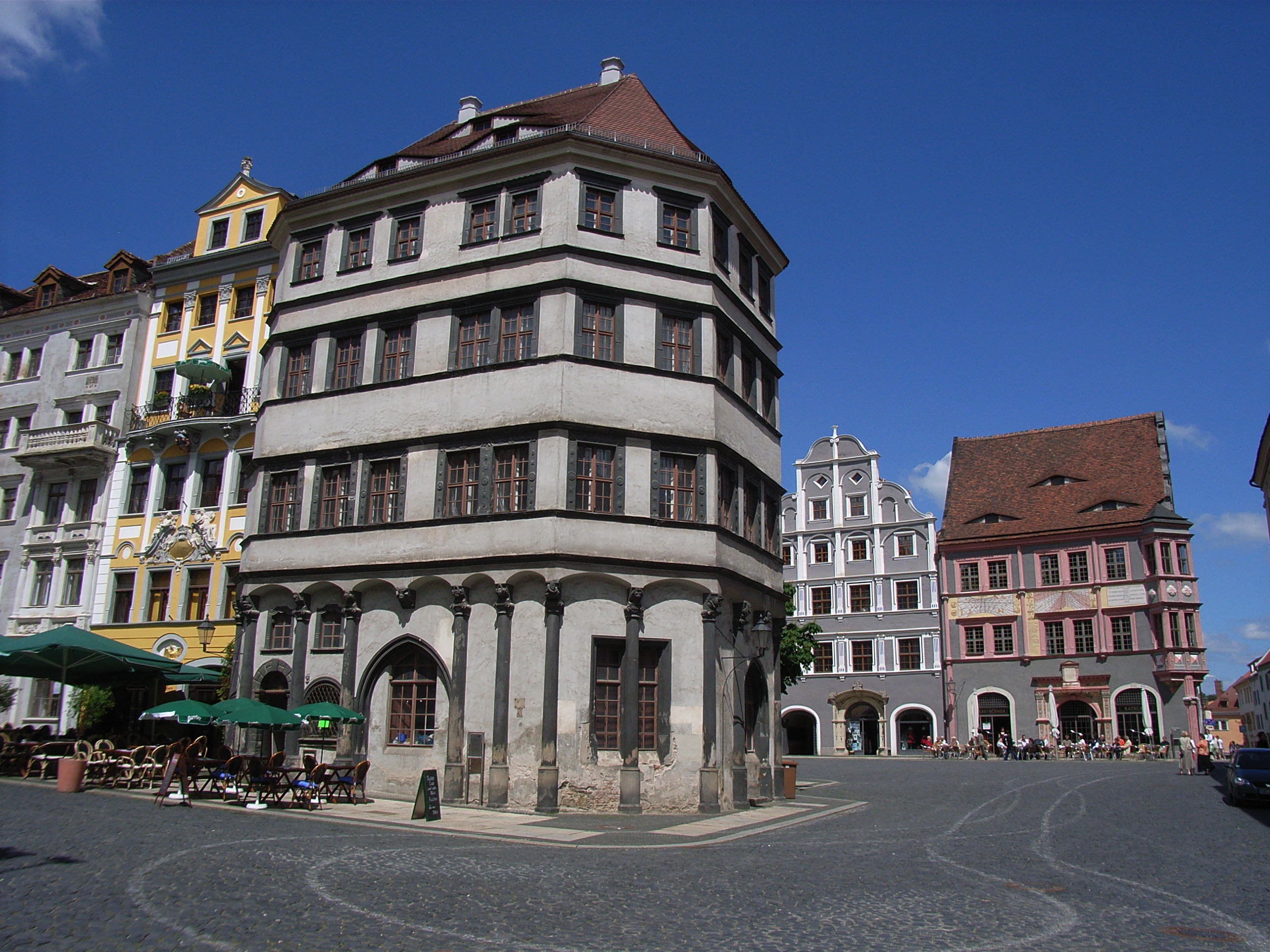
Waga Miejska
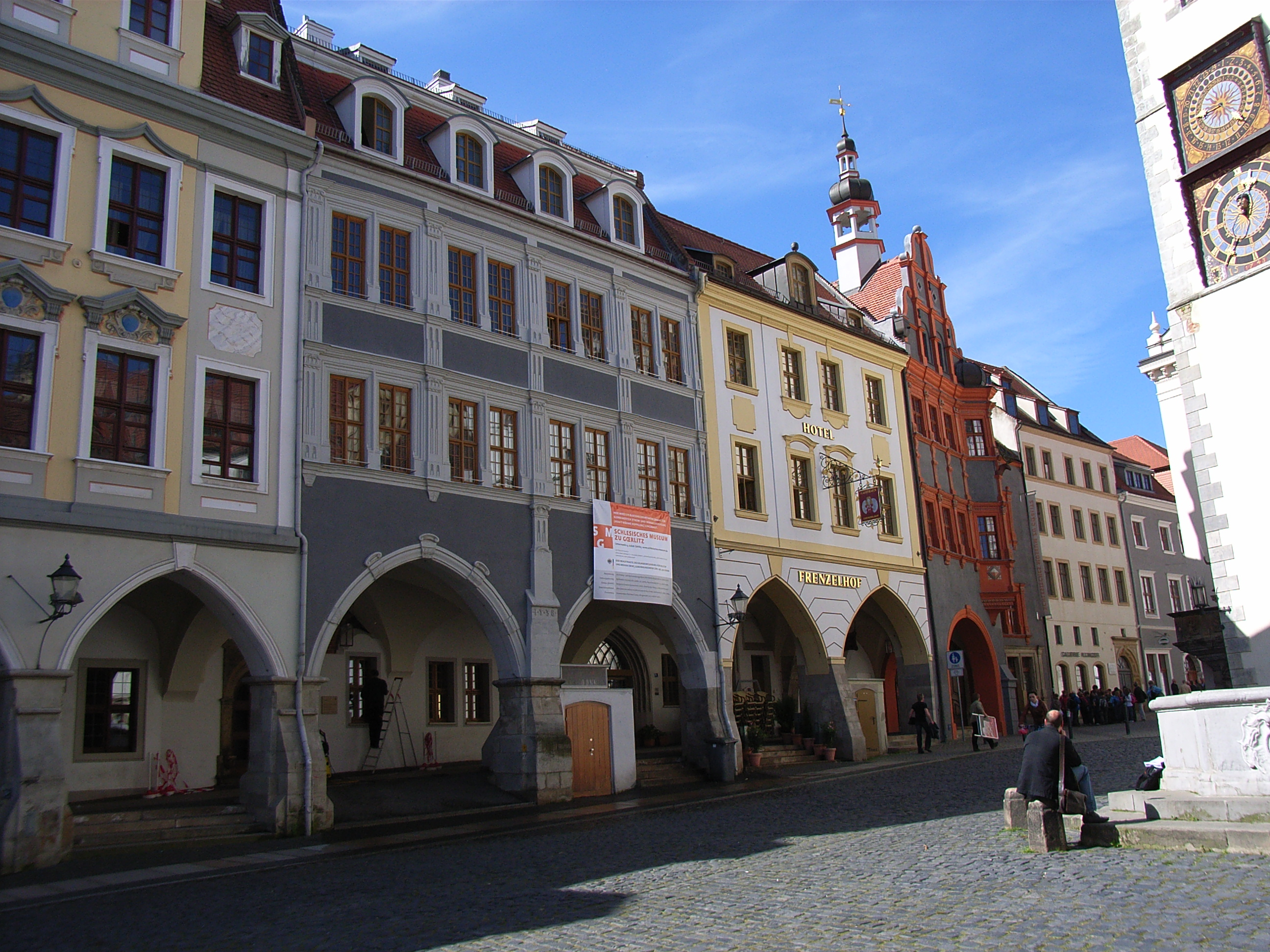
Schönhof